# Lorenzo Imperiali

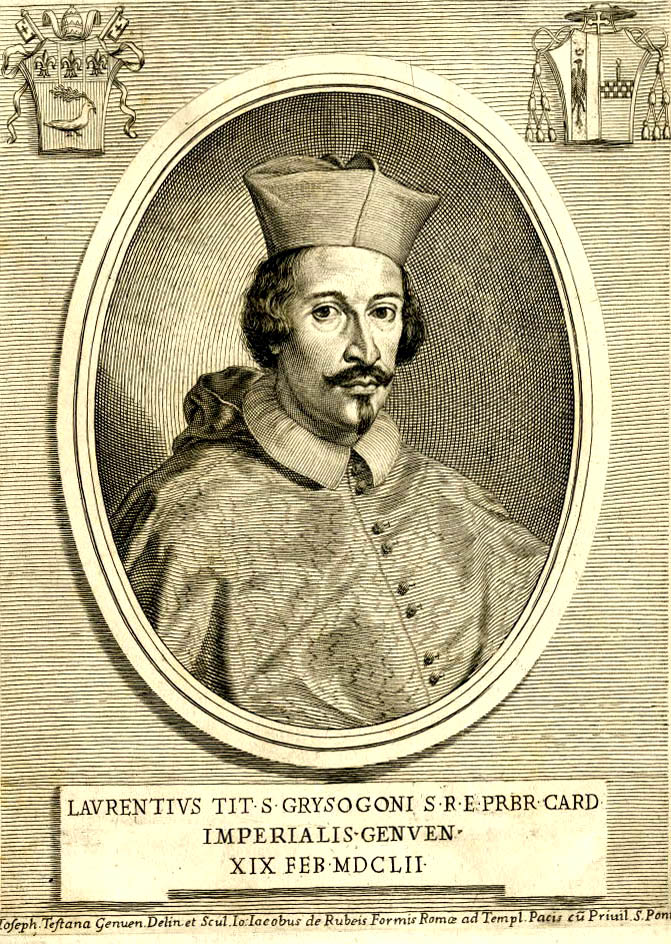
Kardinal Lorenzo Imperiali (orträtstich von Giuseppe Maria Testana; 2. Hälfte 17. Jhd.)

Lorenzo Imperiali (* 21. Februar 1612 in Genua; † 21. September 1673 in Rom) war ein italienischer Kardinal.

## Biografie
Imperiali wurde am 21. Februar 1612 in Genua als Sohn der genueser Patrizier-Familie Imperiali geboren.
Während des Pontifikats von Papst Urban VIII. ging er nach Rom und wurde zum Vize-Legat in Bologna und zum Gouverneur von Fano und Ascoli Piceno bestellt. Während der Abwesenheit von Kardinal Antonio Barberini wurde er zum Legaten in Ferrara ernannt. Später wurde er zum Kleriker der Apostolischen Kammer ernannt.
Während der Castro-Kriege wurde Imperiali zum Gouverneur der dem Papsttum unterstellten Provinzen des Staates Castro ernannt und zum Generalkommissar der päpstlichen Armee ernannt. Später wurde er von Papst Innozenz X. nach Fermo geschickt, um den Aufstand niederzuschlagen, der 1648 das Leben des Gouverneurs gekostet hatte.
Papst Innozenz X. ernannte Imperiali zwischen 1653 und 1654 zum Gouverneur von Rom.
Bevor der Papst Imperiali jedoch zum Gouverneur ernannte, erhob er ihn zum Kardinal, aber die Erhebung erfolgte in pectore, bis Imperiali 1654 als Gouverneur zurücktrat. Danach wurde seine Kardinalserhebung am 2. März 1654 im Konsistorium veröffentlicht und er wurde zum Kardinalpriester der Titelkirche San Crisogono ernannt.

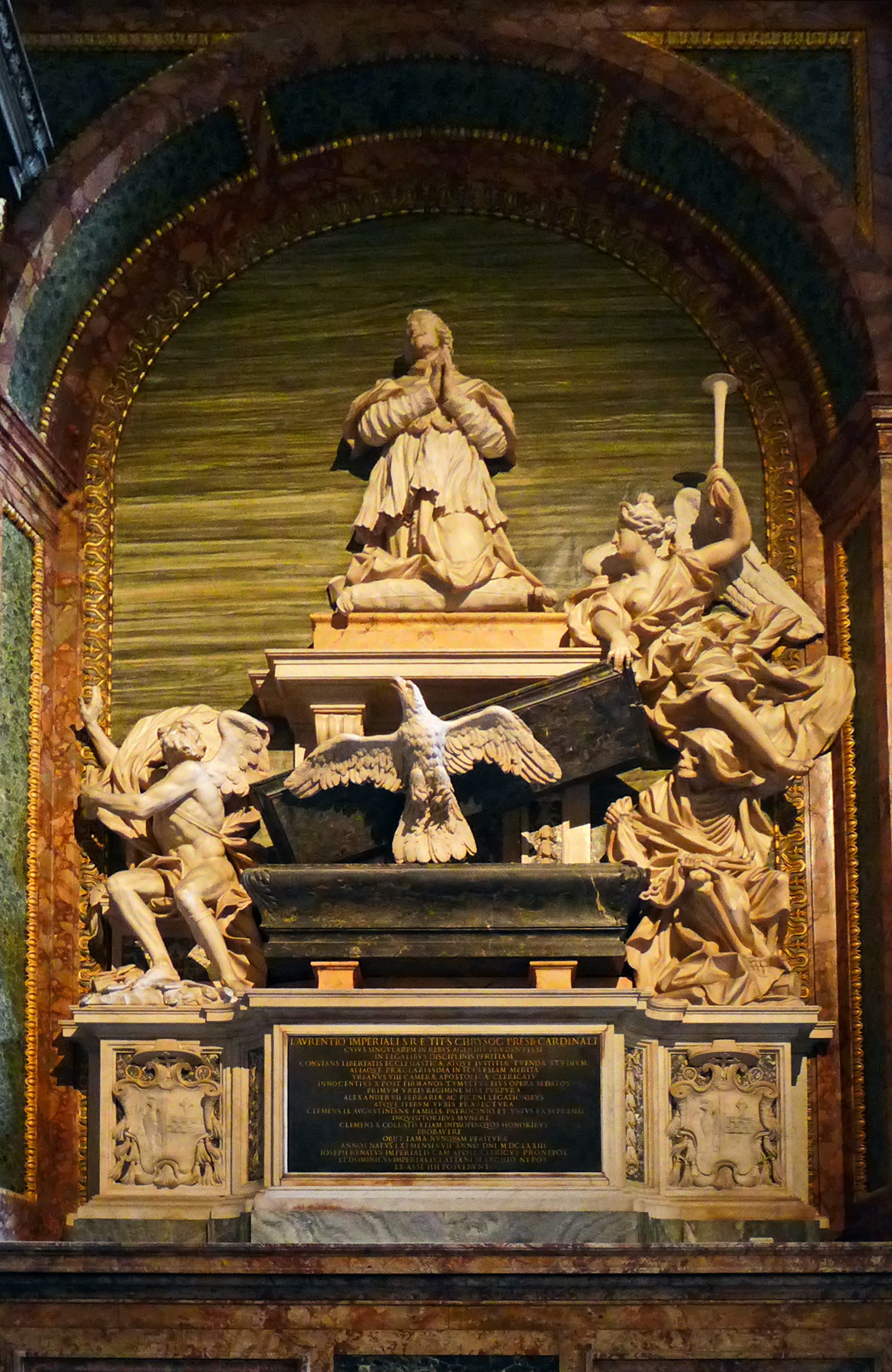
Grabmal in Sant‘Agostino

Kardinal Imperiali nahm am Konklave 1655 teil welches Papst Alexander VII. wählte.
Im Jahr 1660 wurde er von Papst Alexander erneut zum Gouverneur von Rom ernannt, doch 1662 fiel er einem Konflikt mit der korsischen Garde zum Opfer. Der Zeitgenosse John Bargrave erzählt, dass François, Herzog von Créquy und Botschafter Frankreichs, mit seiner Frau Rom besuchte. Ein schwerwiegendes Missverständnis führte dazu, dass die Kutsche der Frau des Botschafters von päpstlichen Truppen der korsischen Garde angegriffen und beschossen wurde.
Zur Strafe wurde Imperiali als Legat an das neu geschaffene Legat in der Provinz Marken versetzt. Später trat er von seinem Legat zurück und ging nach Paris um König Ludwig XIV. von Frankreich sein Verhalten zu erklären.
Imperiali nahmsodann an folgenden weiteren Papstwahlen teil: Am Konklave 1667, das Papst Clemens IX. wählte, sowie am Konklave 1669–1670, aus dem Innozenz XI. als neuer Summus Pontifex hervorging. Während dieser Konklaven war Imperiali ein führendes Mitglied der liberalen Bewegung Squadrone Volante. Es wird vermutet, dass diese Gruppe 1667 die Wahl von Giulio Rospigliosi zum Papst Clemens in die Wege leitete.
Kardinal Imperiali starb am 21. September 1673 in Rom und wurde in der Kapelle des Heiligen Thomas von Villanova in der Basilica Sant’Agostino begraben. Ein Enkel seines Bruders, Giuseppe Renato Imperiali (geboren 1651), der seit 1662 in seinem Haushalt lebte, sollte 1690 zur Kardinalswürde gelangen. 